# Odra Ołbińska

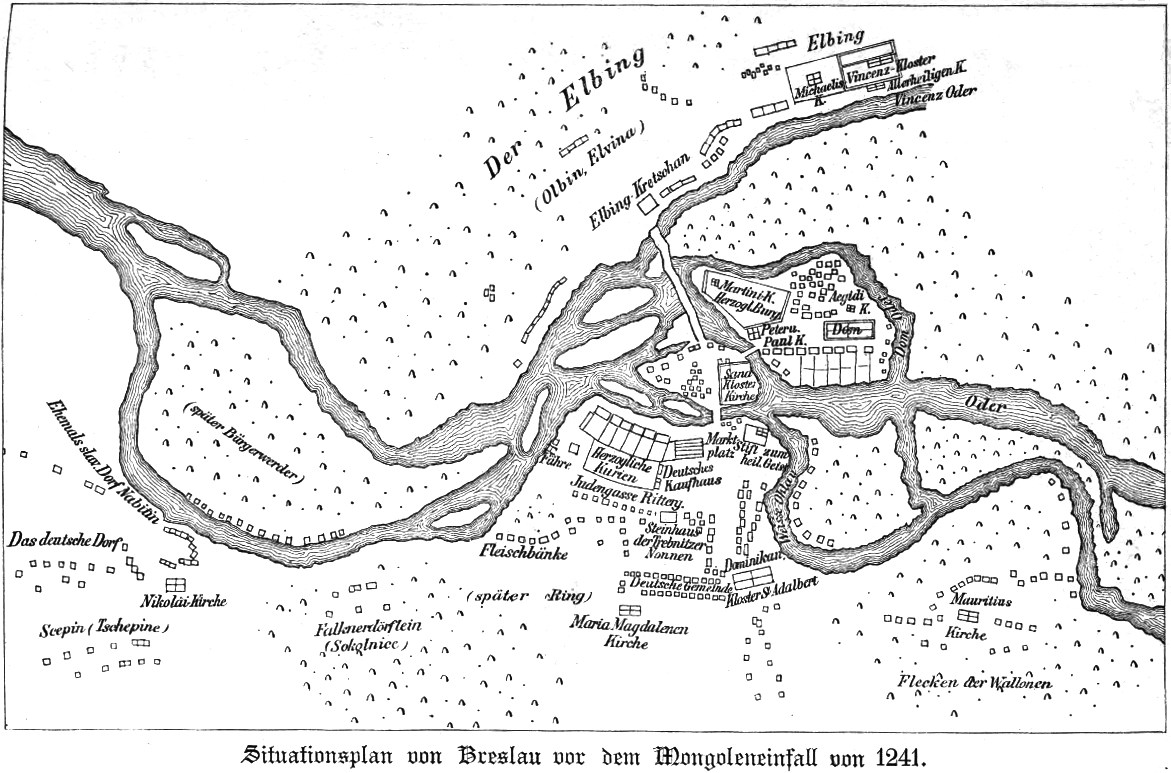
Vinzenz Oder na planie miasta 1241 r.

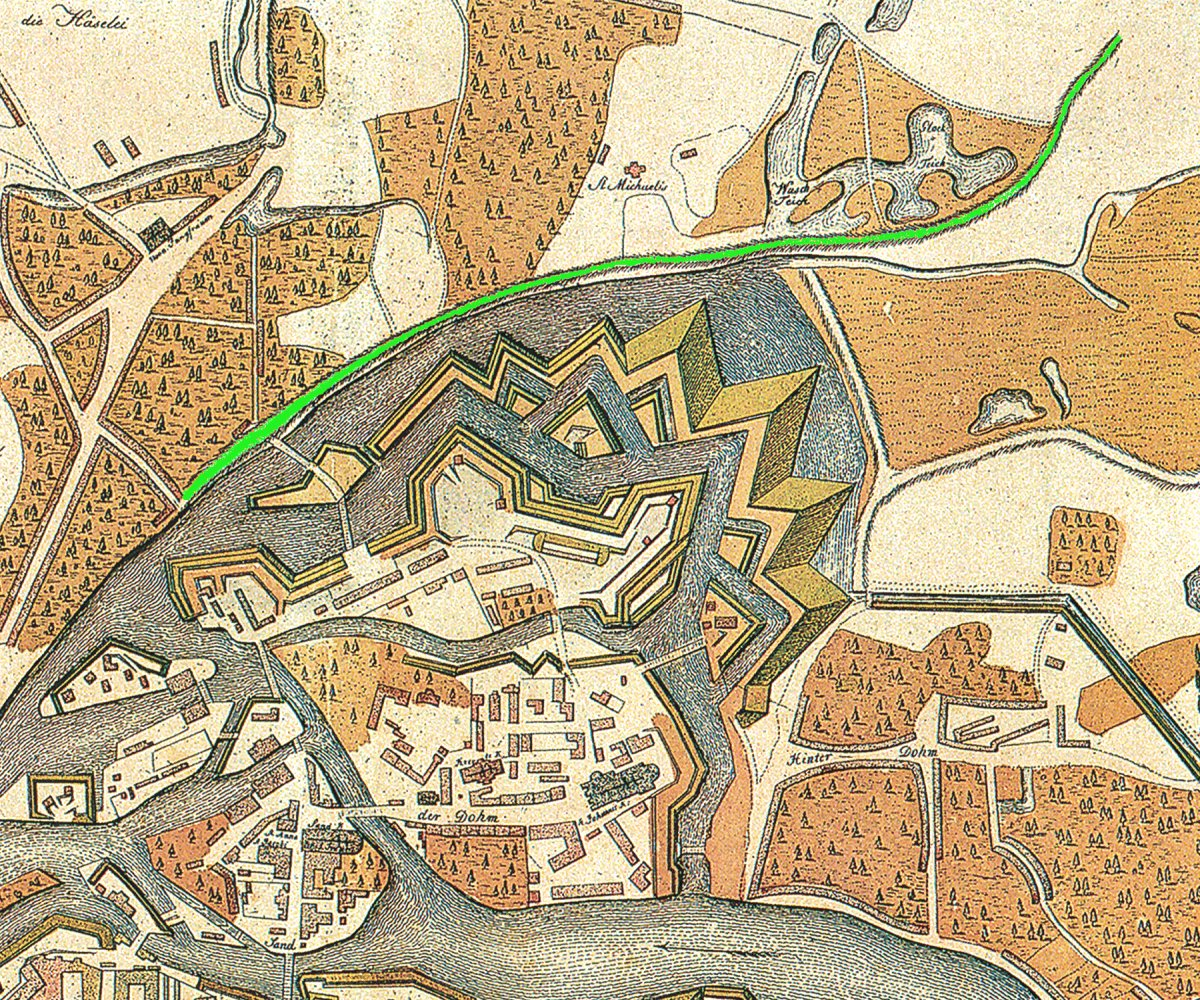
Odra Ołbińska pełniąca funkcję fos obronnych na planie miasta 1807 r. (Springstern)

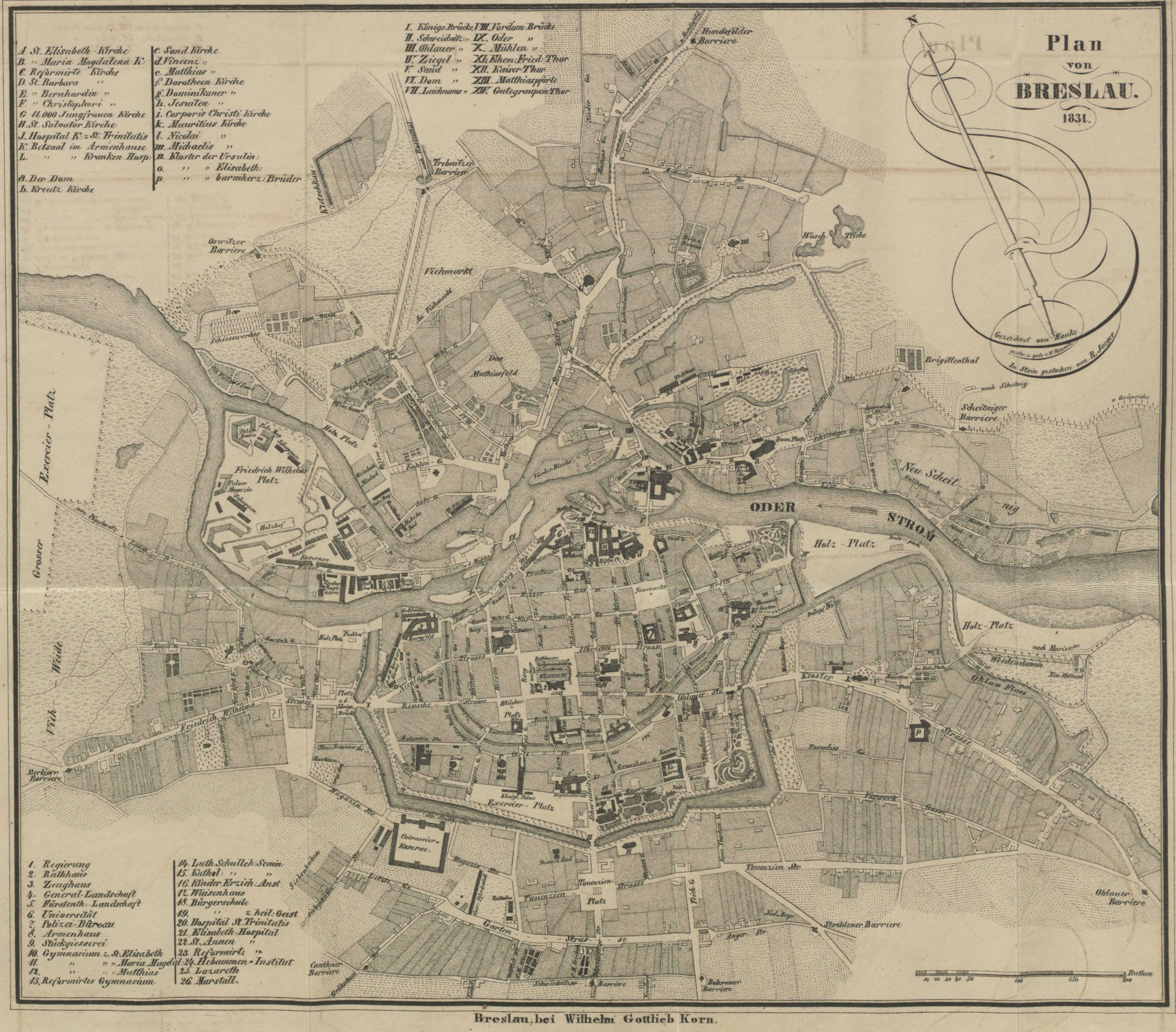
Zanikająca Odra Ołbińska na planie miasta 1833 r.

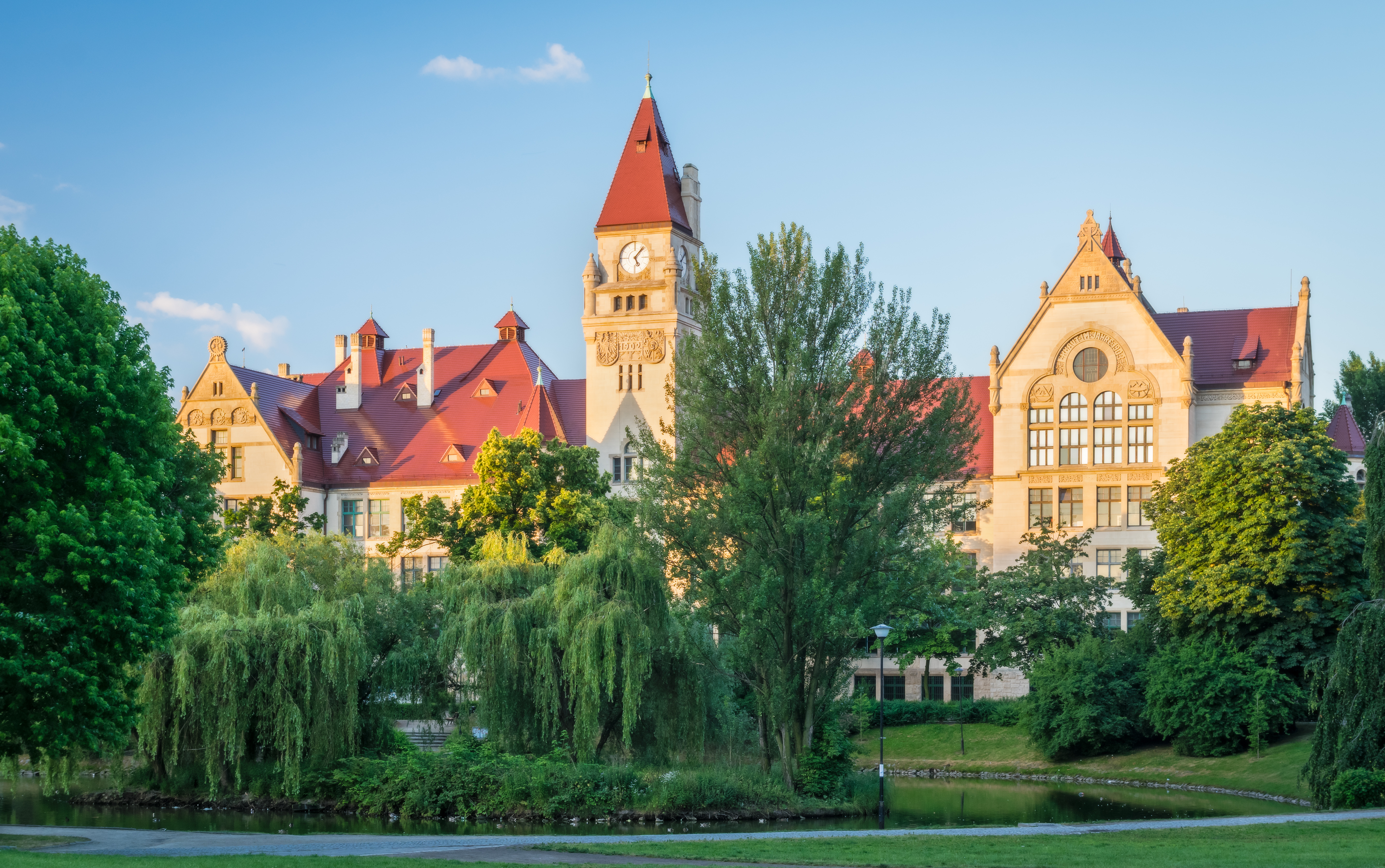
Staw w Parku Stanisława Tołpy.

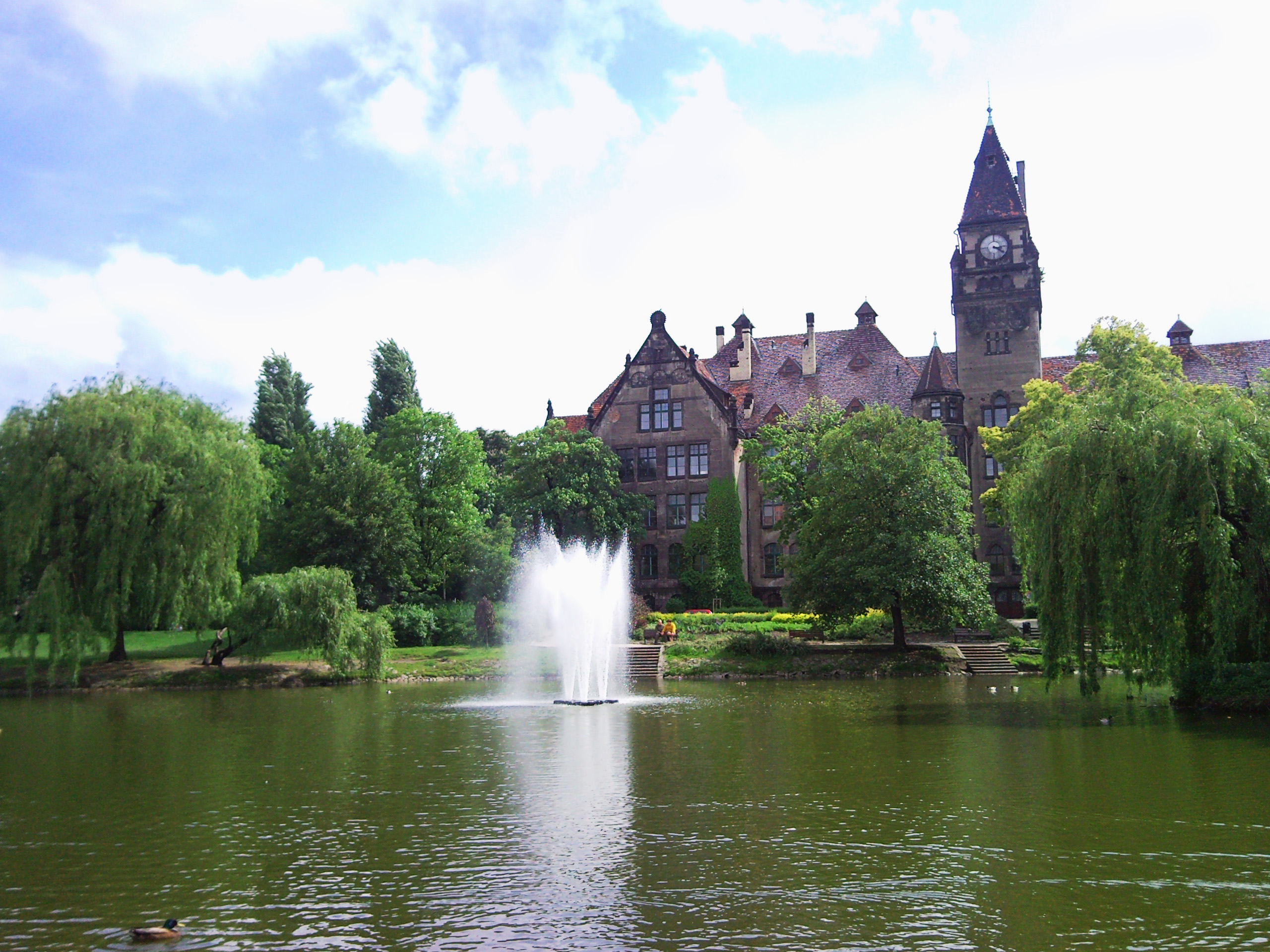
Staw w Parku Stanisława Tołpy.

Odra Ołbińska (Die Elbinger Oder) – nieistniejące współcześnie ramię boczne rzeki Odra, przepływające niegdyś przez teren Przedmieścia Piaskowego (Zatumie), a współczesne obejmujący osiedle Ołbin we Wrocławiu. Było to jedno z wielu dawnych ramion największej z wrocławskich rzek, istniejących do schyłku średniowiecza. Dokładny bieg jego koryta obecnie trudny jest do ustalenia. Koryto to przebiegało między głównymi ówcześnie ramionami rzeki, tj. pomiędzy Odrą Główną, a korytem północnym, oddzielając się od Starej Odry prawdopodobnie w okolicach dzisiejszego Mostu Szczytnickiego i biegnąc na zachód, w rejonie dzisiejszej ulicy Bolesława Prusa, aż do swego ujścia do Odry Głównej – Odry Północnej – w rejonie Wyspy Bielarskiej. Reliktem dawnego koryta tego ramienia rzeki jest pozostałość po starorzeczu – staw w Parku Stanisława Tołpy.
Nad tym ramieniem rzeki w XII wieku zlokalizowano Opactwo Świętego Wincentego (ołbińskie), które istniało tu do 1529 roku. Nurt rzeki wykorzystywany był to do zasilania młyna wodnego. W ograniczonym zakresie wody te wykorzystywano także do żeglugi. Rozdział wód Odry dla poszczególnych ramion był przedmiotem kilku sporów pomiędzy klasztorem a miastem. W XVIII wieku zachodni odcinek Odry Ołbińskiej wykorzystano przy budowie fortyfikacji miejskich, jako system fos okalających bastiony i umocnienia położone na północ od Ostrowa Tumskiego, stanowiąc w tym czasie północno-wschodnią granicę pruskiej Twierdzy Wrocław (dzieło koronowe zwane Springstern). Ostatecznie ramię to wraz z jego rozlewiskami zostało zlikwidowane w XIX wieku podczas rozbiórki fortyfikacji miejskich przeprowadzonej do lat 60. XIX wieku. Dało to początek rozbudowie miasta w kierunku północno-wschodnim i powstaniu nowych dzielnic współczesnego Ołbina.
Pozostałość po Odrze Ołbińskiej, stanowi współcześnie niewielki zbiornik wodny, ukształtowany zgodnie z przyjętymi założeniami parkowymi. Zarówno sam staw jak i otaczający go obszar zieleni miejskiej, oceniany jest przez autorów publikacji dotyczących wrocławskiej przyrody, jako obszar o znikomych wartościach przyrodniczych, głównie z powodu bardzo silnej antropopresji wynikającej z gęstej zabudowy śródmiejskiej otaczającej park. Pomimo to bywa jednak równocześnie uznawany jest za ważny element w systemie terenów zielonych miasta biegnących od wrocławskich wysp położonych w Śródmiejskim Węźle Wodnym (tj. wyspy: Piaskowa, Słodowa, Bielarska i Tamka i inne) do Starej Odry. Samo starorzecze do lat sześćdziesiątych XX wieku posiadało pas oczeretu, lecz obecnie ukształtowany staw pozbawiony jest niemal zupełnie roślinności szuwarowej.
Stosowana w publikacjach nazwa własna tego ramienia rzeki Odra Ołbińska, odnosząca się do nazwy osiedla Ołbin, ma swój pierwowzór także we wcześniej stosowanej nazwie niemieckiej Die Elbinger Oder, w której również odniesiono się do niemieckiej nazwy tego osiedla Elbing. W publikacjach można również spotkać stosowaną przez niektórych autorów inną nazwę tego ramienia rzeki – Odra św. Wincentego (Vinzenz Oder) – odnoszącą się do zlokalizowanego nad jego brzegami wyżej wspomnianego Opactwa Świętego Wincentego.